# Nama stevensii
Nama stevensii är en strävbladig växtart som beskrevs av Hitchcock. Nama stevensii ingår i släktet Nama och familjen strävbladiga växter. Inga underarter finns listade i Catalogue of Life.